# Harpalus dilatatus
Espèce
Harpalus dilatatus est une espèce fossile d'insecte coléoptères du genre Harpalus, de la famille des Carabidae.

## Classification

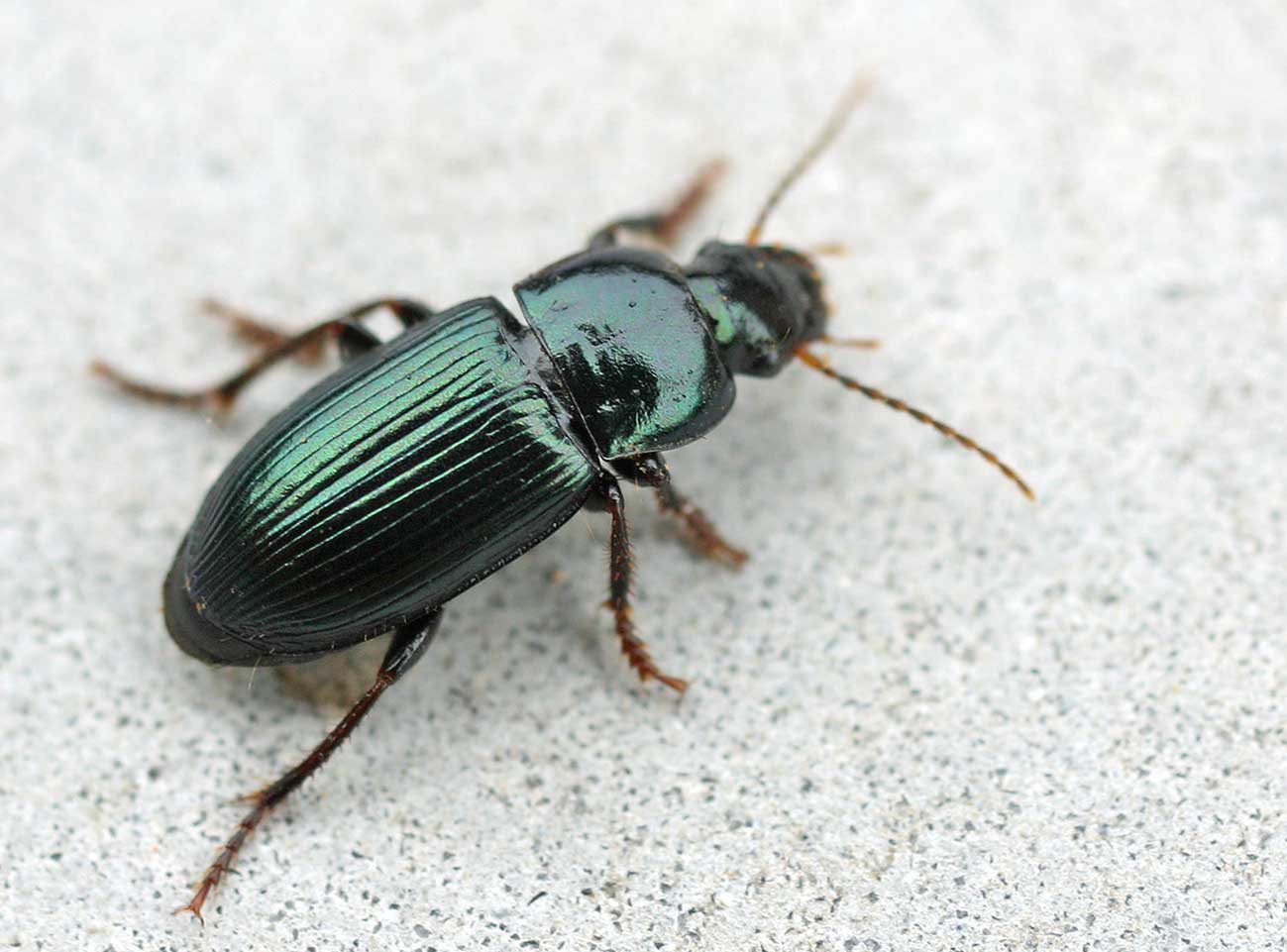
Harpalus affinis espèce sœur vivante.

L'espèce Harpalus dilatatus est décrite en 1937 par le paléontologue français Nicolas Théobald (1903-1981). 

### Fossile
Cet holotype R86, de l'ère Cénozoïque, et de l'époque Oligocène (33,9 à 23,03 Ma.) fait partie de la collection Mieg conservée au musée de Bale en Suisse, et vient de l'assise des marnes en plaquettes du Sannoisien moyen du gisement de Kleinkembs dans le pays de Bade et Bade-Wurtemberg, juste au sud de la frontière franco-allemande du Rhin.

### Étymologie
L'épithète spécifique dilatatus signifie en latin « étendu ».

### The Taxonomicon: homonymie
Selon The Taxonomicon en 2023, ce taxon n'est pas connu, mais il signale un homonyme plus ancien renommé dans la même famille des Carabidae :
Harpalus dilatatus Dejean, 1829 renommé en Dicheirus dilatatus (Dejean, 1829).

## Description

### Caractères
La diagnose de Nicolas Théobald en 1937, : 

« Insecte de forme trapue, couleur brunâtre. Tête fortement engagée dans l'échancrure du prothorax; front court, tronqué à l'avant ; yeux non visibles. Prothorax de forme sub-rectangulaire, à peine rétrécie à l'avant ; angles postérieurs nets ; surface finement chagrinée. Élytres allongés, légèrement renflés vers le milieu, sommet arrondi; scutellum petit; épaules effacées; surface ornée de sillons finement ponctués; 8 stries et 1 striole scutellaire. Le parcours des stries est voisin de celui observé dans l'espèce précédente ; on constate notamment que les 3° et 4° se réunissent près du sommet. l'extrémité même du sommet de l'aile est effacée et on ne peut y préciser le parcours des stries. Les élytres dépassent l'abdomen et baillent légèrement vers l'arrière. ».

### Dimensions
La longueur des élytres est de 4 mm et la largeur des deux élytres réunies de 2,5 mm.

### Affinités
Ce spécimen est très voisin de Harpalus offusus Förster, mais plus petit, et avec des élytres plus courts et plus larges.
Harpalus abolitus C. & L. Heyden est au contraire plus grand et les stries des élytres sont différentes.

## Biologie
Les Carabidae sont peu nombreux et ne sont pas caractéristiques de la station. Ils vivaient dans le proche voisinage.

## Galerie
- Quelques espèces vivantes du genre Harpalus.
- Harpalus affinis.
- Harpalus caliginosus.
- Harpalus distinguendus.
- Harpalus parvulus.
- Harpalus tardus.

### Publication originale
- [1937] Nicolas Théobald, « Les insectes fossiles des terrains oligocènes de France 473 p., 17 fig., 7 cartes,13 tables, 29 planches hors texte », Bulletin Mensuel de la Société des Sciences de Nancy et Mémoires de la Société des sciences de Nancy, Imprimerie G. Thomas,‎ 1937, p. 1-473 (ISSN 1155-1119 et 2263-6439, OCLC 786027547). .